# Парк Роу Билдинг
Парк Роу Билдинг e небостъргач намиращ се в Манхатън, Ню Йорк, построен през 1899 година. Висок е 119,2 метра и държи лидерството за най-висока сграда, до 1908 година, когато е изместена от „Сингер Билдинг“.
Основите на сградата са поставени от 3900 ствола от смърч, докарани чак от Джорджия, свързани в огромни цилиндри и забити в пясъчната основа. В строежа участват повече от 4000 работници.